# Auguste Charlois
Auguste Honoré Pierre Charlois (* 26. November 1864 in La Cadière-d’Azur; † 26. März 1910) war ein französischer Astronom.
Während seiner Tätigkeit am Observatorium von Nizza entdeckte Charlois 99 Asteroiden. Der erste war (267) Tirza, den er 1887 fand. Er fotografierte auch den Asteroiden (433) Eros während der Nacht seiner Entdeckung durch Gustav Witt. Witt konnte allerdings als erster seinen Fund bekanntgeben, so dass die Entdeckung von Eros ihm zugesprochen wurde.
Charlois begann seine Suche nach den Asteroiden noch während der Ära der visuellen Himmelsbeobachtungen am Teleskop. Der deutsche Astronom Max Wolf hatte um 1891 die fotografischen Verfahren für den Einsatz in der Astronomie grundlegend verbessert und auch zur Entdeckung von Asteroiden eingesetzt. Asteroiden weisen – im Vergleich zu den Sternen – eine große Eigenbewegung auf und erscheinen auf lang belichteten Himmelsaufnahmen als Strichspuren. Charlois übernahm das fotografische Verfahren, und in den folgenden Jahren entdeckten er und Wolf wesentlich mehr Asteroiden, als dies durch visuelle Beobachtung möglich gewesen wäre.
Charlois wurde im Alter von 45 Jahren von seinem ehemaligen Schwager (dem Bruder seiner ersten Frau) ermordet, der nicht verwinden konnte, dass Charlois erneut heiratete. Der Mörder wurde zu lebenslanger Zwangsarbeit in Neukaledonien verurteilt. 
Charlois erhielt 1899 den Jules-Janssen-Preis. Zu seinen Ehren wurde nach ihm der Asteroid (1510) Charlois benannt.